# テリー・フォックス
テリー・フォックス（英語：Terrance Stanley Fox、1958年7月28日 - 1981年6月28日）は、カナダの義足マラソンアスリート、「希望のマラソン」で知られる。
史上最も偉大なカナダ人の一人とみなされている、彼はその行動によりカナダの文化的象徴となっている。

## 経歴
1958年7月28日、マニトバ州ウィニペグで生まれ、バンクーバー近郊のポートコキットラムで育つ。サイモンフレーザー大学の学生で、バスケットボール部で活躍していた1977年、右ひざの痛みで医者にかかったところ、それが骨肉腫であることが判明。
骨肉腫で右足を切断した後、がん研究資金を募るために、1980年4月12日、ニューファウンドランド州のセント・ジョンズから「希望のマラソン」（Marathon of Hope）を開始した。北アメリカ大陸を横断してバンクーバー島のポートレンフリューを目指し、義足をつけて毎日フルマラソンと同じ42kmを走り続けた。目標は完走と100万ドルの募金を集めることだった。しかし143日目の9月1日5,373kmを走ったところで、癌の肺への転移のためオンタリオ州サンダーベイ付近でマラソンを断念し入院。1981年6月28日、テリーは22歳の若さでこの世を去った。

### 死後

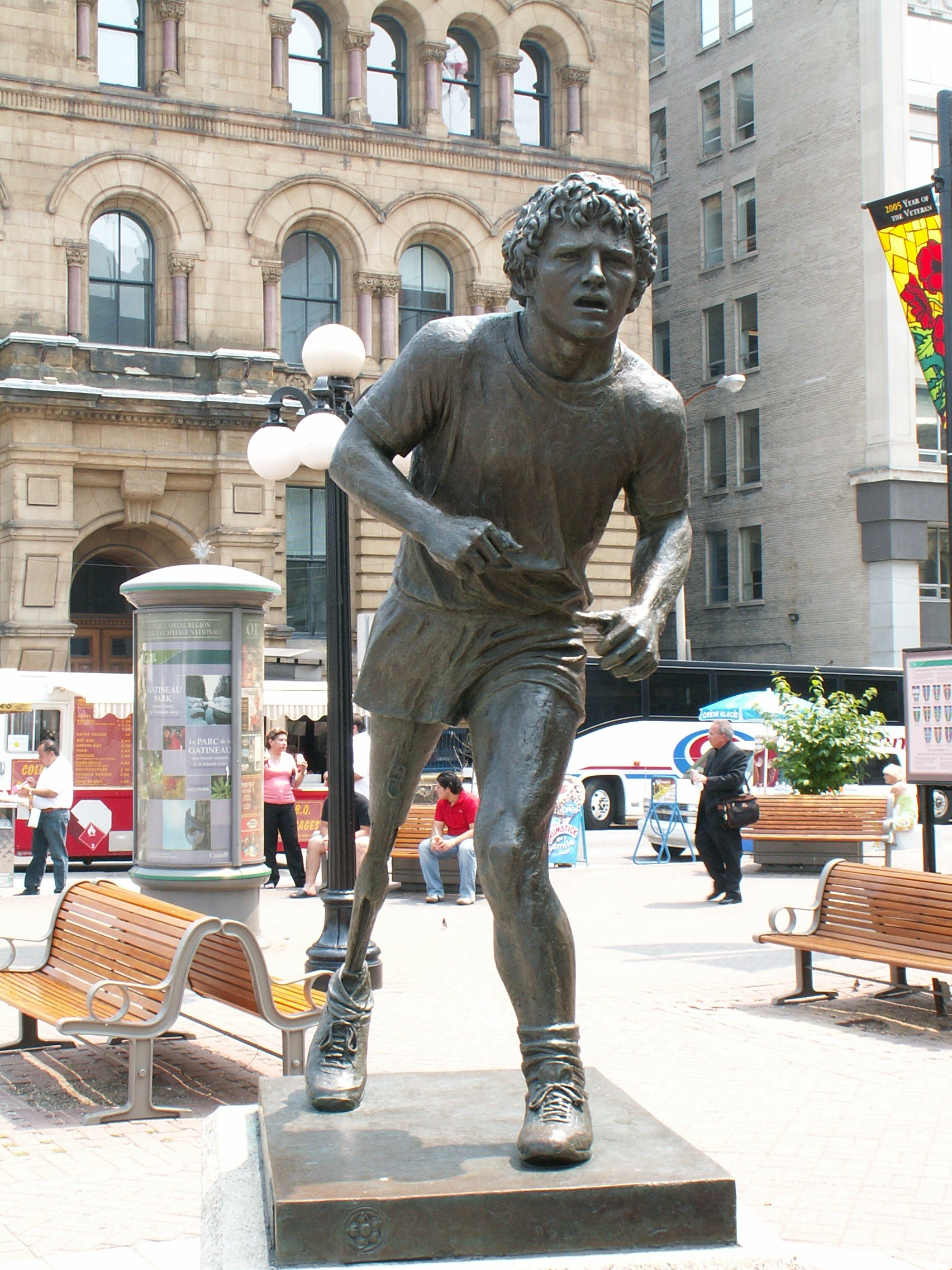
オタワにあるテリー・フォックス像

彼の遺志を継ぎ1981年9月以来毎年、がん研究資金を募るチャリティーイベント「Terry Fox Run」が世界中で開催されている。
2004年にカナダ放送協会が実施した「偉大なカナダ人」の調査でトミー・ダグラスに次いで2位に選ばれた。2005年、挑戦25周年記念1ドル硬貨が発行された。
テリー・フォックスにちなんで名付けられた施設が数多くあり、出身地ポートコキットラムにあるTerry Fox Secondary School、オタワにある陸上競技場Terry Fox Stadium、オタワの公共交通機関OCトランスポのTerry Fox Station、カナダ沿岸警備隊の砕氷船CCGS Terry Foxなどがある。

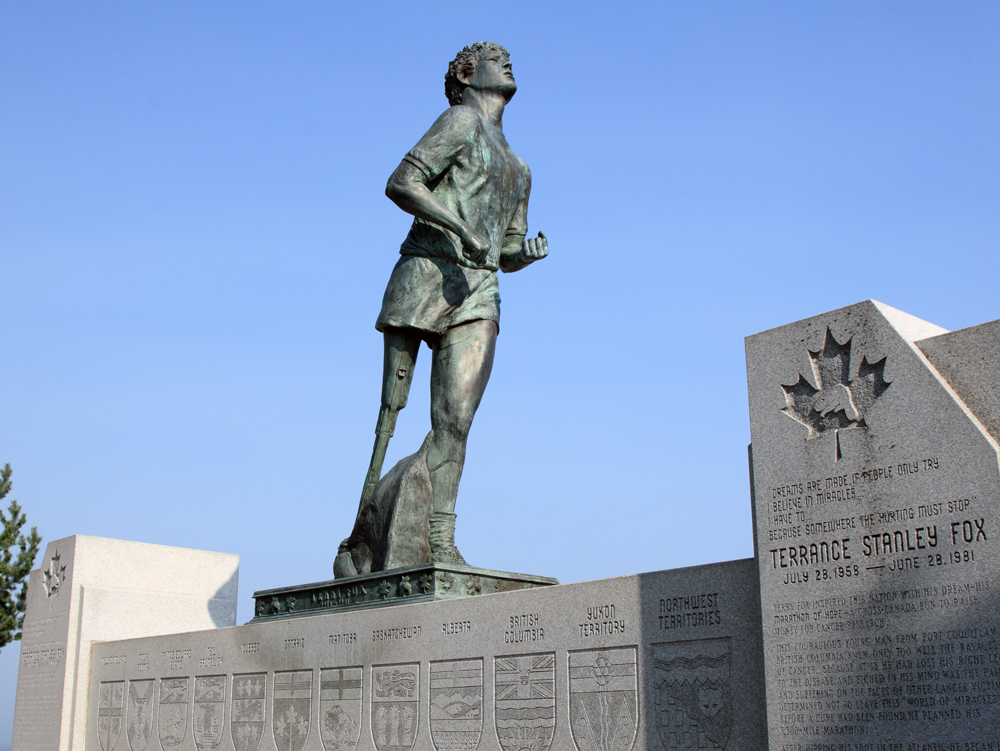
オンタリオ州サンダーベイのテリー・フォックス記念碑